# Jüdische Gemeinde Stein am Kocher
Eine jüdische Gemeinde in Stein am Kocher, heute ein Ortsteil von Neuenstadt am Kocher im Landkreis Heilbronn im  nördlichen Baden-Württemberg, bestand seit der zweiten Hälfte des 17. Jahrhunderts. Die höchste Mitgliederzahl der jüdischen Gemeinde betrug 1841 etwa 129 Personen.

## Geschichte
Nach dem Dreißigjährigen Krieg wurden von den beiden Ortsherrschaften, den Herren von Dalberg und den Herren von Gemmingen, Juden in Stein angesiedelt. Um 1841 hatte die jüdische Gemeinde mit 129 Personen ihren höchsten Stand, durch Auswanderung und Wegzug in größere Städte ging die Gemeindegröße allerdings schnell zurück. Im Jahr 1827 wurde die Gemeinde dem Rabbinatsbezirk Mosbach zugeteilt. Die Synagoge wurde 1935 verkauft und im April 1945 durch Kampfhandlungen zerstört. Bis der eigene jüdische Friedhof um 1810 angelegt wurde, fanden die Toten ihr Begräbnis auf dem jüdischen Friedhof Neudenau.

## Nationalsozialistische Verfolgung
Von den zehn jüdischen Mitbürgern, die 1933 in Stein am Kocher lebten, kamen mindestens drei durch die nationalsozialistischen Judenverfolgungen ums Leben.
Das Gedenkbuch des Bundesarchivs verzeichnet 8 in Stein am Kocher geborene jüdische Bürger, die dem Völkermord des nationalsozialistischen Regimes zum Opfer fielen.

## Bürgerliche Namen
Als alle Juden in Baden 1809 erbliche Familiennamen annehmen mussten, nahmen die 15 Familienvorstände der Juden in Stein am Kocher folgende Namen an: Adler, Gutmann, Haas, Holzer, Maas, Mai, Schnell, Sinn, Sternfels, Sternheimer, Stiefel, Strauß, Süßkind bzw. Gutkind, Wachs und Zwang.

## Familie Gumbel
Der 1836 in Stein geborene Moses (Max) Gumbel und sein Bruder Isaac waren seit 1862 in Heilbronn als Bankiers tätig. Ein Sohn Isaac Gumbels (* 15. Dezember 1825 in Stein am Kocher), der in Stein geborene Abraham Gumbel (1852–1930), gründete 1909/10 den Heilbronner Bankverein, den Vorläufer der heutigen Volksbank Heilbronn. Siegfried Gumbel  (1874–1942), das jüngste Kind von Max Gumbel, wurde Rechtsanwalt in Heilbronn und in der Zeit der Verfolgung 1936 Präsident des Israelitischen Oberrats in Stuttgart.

## Gemeindeentwicklung
| Jahr | Gemeindemitglieder |
| ---- | ------------------ |
| 1693 | 4 Personen         |
| 1722 | 9 Personen         |
| 1809 | 15 Familien        |
| 1841 | 129 Personen       |
| 1875 | 48 Personen        |
| 1900 | 15 Personen        |
| 1933 | 10 Personen        |